# موريس لامارش
موريس لامارش (بالإنجليزية: Maurice LaMarche)‏ هو منتج تلفزيوني ومغني وكوميدي ارتجالي وممثل كندي، ولد في 30 مارس 1958 في كندا. بدأ مشواره المهني سنة 1983، ومن الجوائز التي نالها جائزة آني وجائزة الإيمي برايم تايم.

## أعمال

### أفلام
- (1994) إد وود[5]
- (1996) سبيس جام[6]
- (1997) أفضل ما يمكن حصوله
- (2003) 101 مرقش 2
- (2004)  الشرطة العالمية[7]
- (2006) الحظيرة[8][9]
- (2007)  حكاية كسارة البندق
- (2012) رالف المدمر[10][11][12][13]
- (2013) ملكة الثلج
- (2016) زوتوبيا[14][15][16]
- (2017) كراش بانديكوت إن. ساين تريلوجي[17]
- (2018) رالف يدمر الإنترنت

### مسلسلات
- أميريكان داد!
- الضاحكون
- بينكي وبرين
- جوني برافو
- رود رانر الطائر السريع
- ريك ومورتي
- سلاحف النينجا
- فيوتشوراما
- كونغ فو شاولين
- نجمة ضد قوى الشر

## جوائز
- جائزة آني
- جائزة الإيمي برايم تايم

## وصلات خارجية
- موريس لامارش على موقع IMDb (الإنجليزية)
- موريس لامارش على موقع ميتاكريتيك (الإنجليزية)
- موريس لامارش على موقع قاعدة بيانات الأفلام العربية
- موريس لامارش على موقع ألو سيني (الفرنسية)
- موريس لامارش على موقع ميوزك برينز (الإنجليزية)
- موريس لامارش على موقع أول موفي (الإنجليزية)
- موريس لامارش على موقع قاعدة بيانات الأفلام السويدية (السويدية)
- موريس لامارش على موقع إن إن دي بي (الإنجليزية)
- موريس لامارش على موقع ديسكوغز (الإنجليزية)
- موريس لامارش على موقع قاعدة بيانات الفيلم (الإنجليزية)